# 장유샤
장유샤(중국어 간체자: 张又侠, 정체자: 張又俠, 병음: Zhāng Yòuxiá, 한자음: 장우협, 1950년 7월 17 )또는 장여우샤는 중국 산시성 웨이난시 출신의 군인 겸 정치인이다. 
베이징에서 태어났다. 중국 인민해방군 상장이다. 중국공산당 제18기 중앙위원회 위원, 중앙군사위원회 위원, 전 중국인민해방군 총장비부 주임, 전 중앙군사위원회 장비개발부 주임, 중국공산당 제19기 중앙위원회 위원 겸 중앙정치국 위원, 중국공산당 중앙군사위원회 부주석으로 선출되었다. 2018년 국가군사위원회 부위원장으로 선출되었고, 현재 제20기 중앙위원 겸 중앙정치국 위원이다.